# جون بنتلي (عازف قيثارة)
جون بنتلي (بالإنجليزية: John Bentley)‏ هو عازف قيثارة بريطاني، ولد في 16 أبريل 1951 في دتفورد في المملكة المتحدة.